# 溪湖里
溪湖里是中華民國金門縣金湖鎮的一個里，西與山外里相連，南與蓮庵里相接，東北與金沙鎮大洋里接壤，東面海，2012年人口1379人，轄下新厝、后壟、下湖、溪邊復國墩5個聚落，以最大的溪邊聚落和下湖聚落各取一字命名。